# Gustav Kurt Beck
Gustav Kurt Beck (aussi Gustav K. Beck, né le 28 avril 1902 à Vienne et mort le 7 novembre 1983 à Wolfsburg) est un peintre et graphiste autrichien.   
Gustav Kurt Beck est un représentant important de l'art moderne et de la peinture abstraite des deux premières décennies après la Seconde Guerre mondiale.

## Récompenses et distinctions
- 1982 : prix de la ville de Vienne pour les beaux-arts en peinture et graphisme